# Asplundia cymbispatha
Asplundia cymbispatha är en enhjärtbladig växtart som beskrevs av Gunnar Wilhelm Harling. Asplundia cymbispatha ingår i släktet Asplundia och familjen Cyclanthaceae.
Artens utbredningsområde är Bolivia. Inga underarter finns listade.